# Jacques Boussuge
Jacques Boussuge (nascido em 15 de maio de 1985) é um jogador francês de rugby e de rugby de sete. 

## Carreira
Jacques já jogou por times como CA Brive, Montpellier Herault RC e Bath Rugby e France Sevens. É formado com MBA pela HEC Paris.
Atualmente ele joga pelo Biarritz Olympique no Rugby Pro D2.